# 白澳政策
白澳政策（英語：White Australia Policy）是澳大利亚联邦在1901年至1973年间实行的反亚洲移民的种族主义政策的通称，該政策歧視亞洲人。1901年，白澳政策在澳大利亚联邦成立後，首届澳大利亚保守党政府正式确立为基本国策，只许白人移民流入。1973年，澳大利亚工党政府正式取消了白澳政策。

## 背景与起因
该政策的源头可以追溯到1850年代，当时有一大批中国人受“淘金热”的吸引移民到澳大利亚。许多英裔澳大利亚人埋怨中国人的到來引致工資水平下降，同时迁怒于他们带来的中国文化传统，遂连续发生了许多起排华暴乱（诸如Lambing Flat 暴乱）。
刚建立起的以白人为主的自治政府亦持排华态度，陆续制定出一系列限制中国人移民的法案。到1888年，所有澳洲殖民地不再接受中国移民。第一任总理埃德蒙·巴顿宣称“人类平等的原则只适用于英国人之间，英国人跟中国人之间则不遵循这条原则。”该政策的另一源头是阻止美拉尼西亚人（被蔑称为“Kanaka”）进入昆士兰的甘蔗园工作。
当时因为许多医学专家认为白人的体质不适合从事这种热带地区的工作，再加上其低廉的成本和温顺的性格，故引进了很多美拉尼西亚廉價劳工。也有些美拉尼西亚人是被綁架到澳洲的（这种行为被白人戏称“捉黑鸟”）。
为了阻止这种行为的继续以及亞太勞工的继续涌入，1890年代有大约7000美拉尼西亚劳工被政府驱逐，随后政府和工會达成协议，只允许白人劳力从事农场的工作。这项政策的基本意图是保持种族的“纯净”。“为了保证澳洲一直不受低等人种的污染和劣化，我将采取任何必要的措施。”（英联邦议会纪录，1901年9月12日，4845页）工會和它操持的政党澳大利亚工党是白澳政策的主要促动者。克里斯·沃森（时任工党领袖）宣称，“我反对将有色种人与白人混杂的──当然我承认它跟工业化有关──主要由于种族污染的可能性。”
白澳洲人普遍相信种族纯净有助于保持经济和社会的稳定。“澳洲的统一将毫无意义，如果不是用在一个统一的种族上。一个统一的种族不仅意味着它的成员可以相互混杂、通婚、相互交流而不招致退化，还意味着相信同一个观念……”（阿尔弗雷德·狄金，英联邦议会纪录，1901年9月12日，4807页）（同時亦有其他種族政策針對澳洲原住民。对中国移民的敌视可从“黄祸”一詞中反映，而这种态度在澳洲最为明显。1901年的澳大利亚人口为三百七十万，跟亚洲相差很远，所以有人“担心”中国移民的湧入会“吞没”欧裔澳人。联邦政府担心难以控制的移民潮流会大幅度降低工资水平，这不是无稽之谈：许多雇主公开声称他们会那样做。这种情绪在亨利·劳森（澳大利亚著名诗人）1906年写的一首诗“to be amused”中反映。

## 政策的实行
1901年，新的联邦政府所进行的第一项立法举措，就是通过了臭名昭著的移民限制法以便“在移民问题上作出一些限制以清除非法移民”，南非已有类似的移民限制法案。最早的草案明令禁止非欧洲移民的进入，但由于英国政府出于对在印度的权益和与日本的关系的考虑的反对，巴顿政府只得取消这种公开的规定，代之以“听力测验”来排除不需要的移民。移民官员有权阻止任何未在一项五十个词的听力测验（考方可使用任何一门欧洲语言）上达标的移民申请者。
当时，澳大利亚不是唯一采取这种移民政策的英国属地。在殖民地时代，建立殖民地的国家原始意图就是以白人为尊，而其它人种只是受白人奴役和驱使的。常常有种族歧视的政策出台，比如吉姆·克劳法案。南非、加拿大和新西兰甚至美国在19世纪末20世纪初都有不同程度的种族限制移民政策。1905年的英国政府通过了有利于犹太移民的法案。澳大利亚士兵在1919年参与了攻击卡迪夫黑种英裔社区的事件。
除此以外，根據1970年代以前的《澳洲國籍規例》，當時仍為澳洲外領地之巴布亞領地原住民縱具澳籍，但必須申請永住權證才能遷居至澳洲其他地區。

## 政策的消亡
按照1950年的科伦坡计划，亚洲国家的学生可以到澳大利亚的大学念书，这一举措有助于瓦解歧视非白裔种族的态度。到1957年，居住在澳洲15年以上的非白裔人口已有资格取得公民权，而1958年的移民法废除了听力测试，代之以更简单的入境考核。
1966年3月，在回顾了过去的非欧洲移民政策后，移民局长胡伯特·欧佩尔曼说，那些条件适合、被认为能够马上融入澳洲文化且会对澳国发展有所助益的非欧裔申请人将被许可移民到澳洲。
与此同时，霍尔特的自由党政府选定了一批有“暂住资格”的非欧裔澳人，这些人在五年后（同欧裔移民一样）可以按自愿成为永久住民和澳国公民。
白澳政策的真正有效废除通常被认为在1973年，当惠特兰的工党在移民法中增加了一系列阻止强化种族观点的修正案后。这些修正案确保了所有移民无论出身都有权在居住三年之后获取公民权，并认可所有关于移民与种族的国际协定。1975年的种族歧视法案则使得官方制定的带有种族色彩的规则为非法。
直到1978年，弗雷澤的自由黨政府对移民法的修正才最终将按出生国家选择移民的政策完全废除。最近的移民有很多来自中国和印度，虽然英国和新西兰的移民仍占绝大多数比重。

## 影响
今天的澳洲人仍然大部分属于欧裔，其中又以英裔最多（33.9%），然后是爱尔兰裔（10.2%）、意裔（4.3%）、德裔（4.0%）、苏格兰裔（2.9%）和希腊裔（2.0%）。剩下的有12%是亚裔（包括阿拉伯、南亚次大陆、东南亚和东亚的移民），还有3%是本土原住民及其他。在1980年代後，因澳大利亚工黨推行多元文化主义及把澳大利亚面向亞洲的政策，亚裔移民開始上升。中國發生六四事件後，開始有大量華人移居當地。澳大利亚统计局预测，到2100年，英、爱裔的澳人所占比重将会大幅度下降，因为來自亞洲的新移民的生育率相对较高。
本地澳大利亚人生育率的下降使得移民的种族限制有成为某些政治团体的话题，诸如單一民族黨於1990年代，他们主要針對东亚和东南亚移民。许多人将單一民族黨的胜利视作白澳政策的再度抬头。近年来，这种情结的指向则部分转移到中东地区的移民。2005年悉尼的种族暴乱被认为是多元文化主义政策的结果，也有人认为是多元文化政策的缺少所造成的。
然而，从大众的讨论中可以看到白澳政策更深远的影响。许多政治集团都公开声称白澳政策不是种族政策，这种断言的根据是认为非欧洲种族比欧洲种族要劣等，当然对经济竞争和白人失去主导控制权也是其理由之一。事实上，在白澳政策的高峰期，许多澳大利亚政治家，如同他们的南非“同仁”一样，将反对的声音用上述的理由打发。比如，总理埃德蒙·巴顿在1901年国会辩论中声称，“我不认为人类平等的原则包括种族平等。种族间是没有平等的，只有根本上的不平等。那些种族同我们白种人相比是较低劣的……” （页面存档备份，存于）
像许多其它英国殖民地一样，澳大利亚是作为白人殖民地而建立的，后者逐渐取代了本土居民。此外，它的四邻五舍大多是非欧洲国家。20世纪80、90年代，政府和媒体往往提倡的观点，比如澳大利亚、同本地人的和谐相处、多元文化主义和亚太地区（澳洲被认为是其一部分）。而一些保守主义的澳人则讥笑这些说，澳大利亚是一个以欧洲移民为基础的西方国家。约翰·霍华德未成為總理時，在1988年曾經提出限制亞裔移民進入的「一個澳洲」政策，引起爭議。
在海外，也在澳大利亚，任何轻微的种族主义偏向都会被人以历史的眼光打量，比如关于單一民族黨創立人寶琳·韓森的报道、太平洋解决方案（澳国政府的一项驱逐避难者的政策）、沙培利·科尔比在印尼的审判和2005年在悉尼的种族暴乱。此外，工党领袖马克·兰萨姆，在他的著作《兰萨姆日记》中提到ANZUS聯盟是白澳政策的后继，意在影射澳大利亚、新西兰和美国的军事联盟是以种族主义为基本原则和目的而建立的。

## 延伸閱讀
- Stefanie Affeldt (2010) "A Paroxysm of Whiteness. 'White' Labour, 'White' Nation and 'White' Sugar in Australia", Wages of Whiteness & Racist Symbolic Capital, ed. by Wulf D. Hund, Jeremy Krikler, David Roediger. Berlin. ISBN 978-3-643-10949-1
- Stefanie Affeldt. . Berlin. LIT. 2014. ISBN 978-3-643-90569-7.
- John Bailey. . Sydney, MacMillan. 2001. ISBN 0-7329-1078-1.
- Jane Doulman and David Lee. . Australian Government, Department of Foreign Affairs and Trade / Federation Press. 2008.
- Ian Duffield. . Immigrants and Minorities Vol. 12, No. 3; Frank Cass. 1993.
- John Fitzgerald. . Sydney. 2007. ISBN 0-86840-870-0.

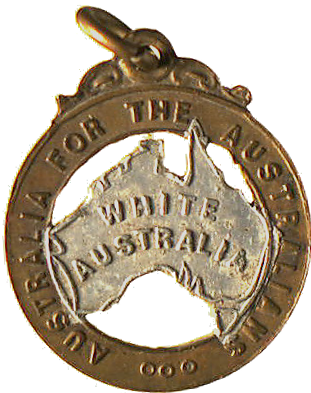
由歐裔澳大利亞人組成的澳洲住民協會所製作之襟章，上書「白澳」二字」；開國首相埃德蒙·巴頓亦曾為該會會員。

- Wulf D. Hund (2006): White Australia oder der Krieg der Historiker. In: Blätter für deutsche und internationale Politik, 3.
- Laksiri Jayasuriya, David Walker, Jan Gothard (Eds.) (2003): Legacies of White Australia. Crawley, University of Western Australia Press.
- James Jupp and Maria Kabala. . Australian Government Publishing Service. 1993.
- Gwenda Tavan. . Scribe. 2005. ISBN 1-920769-46-3.
- Myra Willard. . Melbourne University Press. 1923. ISBN 0-522-83830-8. (old but still very useful)
- Keith Windschuttle. . Macleay Press. 2004.

## 外部連結
- . National Archives of Australia: Documenting a Democracy.   [2006-02-14]. （原始内容存档于2011-06-01）. (scan of the Act and information)
- The Mabel Freer Case （页面存档备份，存于）
- Educational Resources about the White Australia Policy
- Newton Barton Diary, 1894–1895– A shipboard diary kept by able seaman Newton Barton on one of his voyages to recruit South Sea Islanders for the Queensland cane fields. Digitised and held by the State Library of Queensland.
- Fact Sheet 8 – Abolition of the 'White Australia' Policy